# Аннобон
Аннобо́н (дословно — «добрый год») — остров в Гвинейском заливе Атлантического океана. В 1973—1979 годах назывался Пагалу́. Принадлежит Экваториальной Гвинее. Территория острова образует провинцию Аннобон (фр. , исп. и порт. Annobón).
- Административный центр провинции — город Сан-Антонио-де-Пале.
- Площадь — 17 км², население — 5008 человек (2001 год). Преобладающий язык — аннобонский (один из португало-креольских языков).

## География

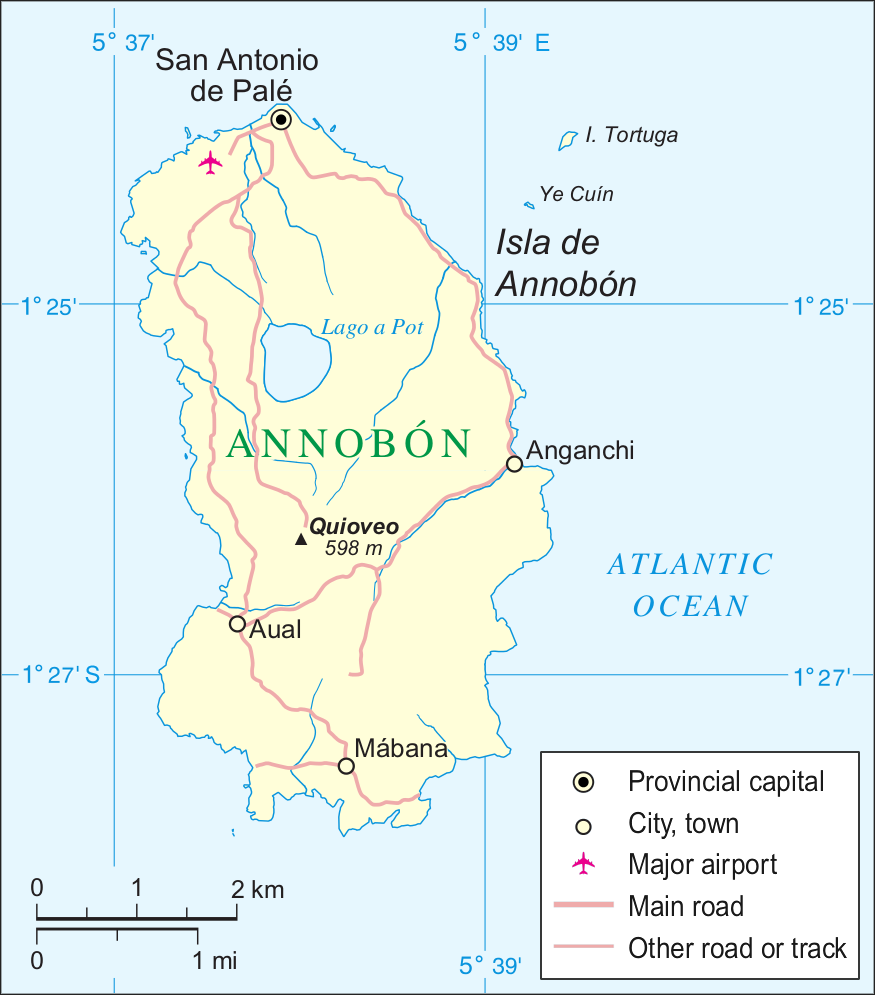
Карта острова Аннобон

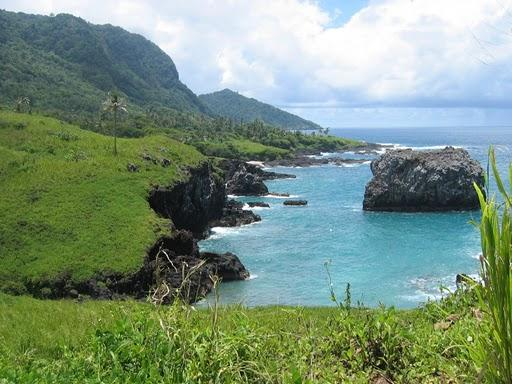
Побережье острова характеризуется крутыми морскими стенами.

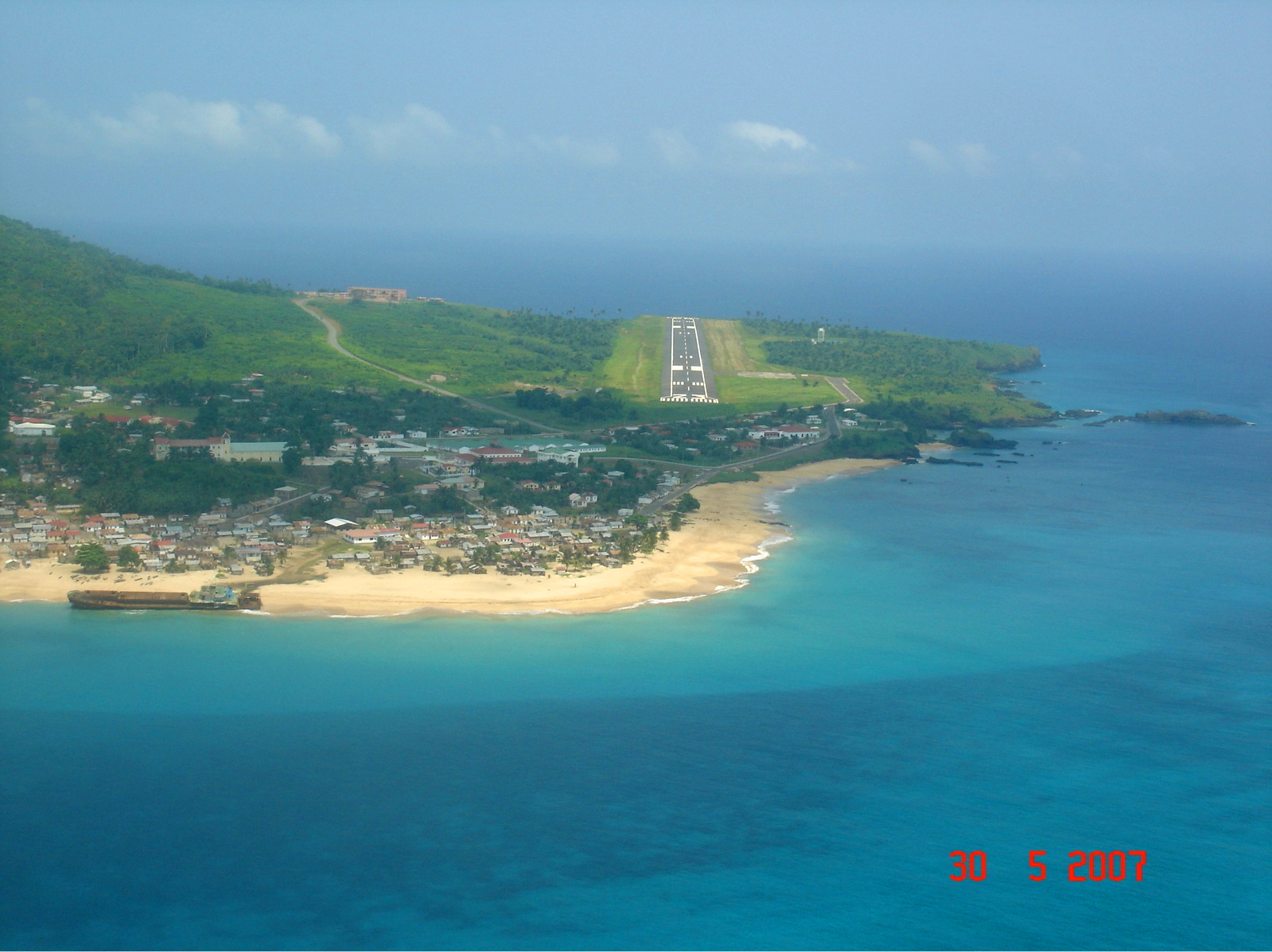
Сан-Антонио-де-Пале, крупнейший центр поселения в Аннобоне, взлётно-посадочная полоса аэропорта до расширения в 2007 году.

Остров гористый, вулканического происхождения, с плодородными почвами. Остров Аннобон представляет собой эродированную поверхность стратовулкана с высотой над дном океана порядка 5000 м, который был заложен на океанической коре. Его видимое основание слагается палагонитовыми брекчиями, которые содержат фенокристы и мегакристы клинопироксена и оливина. Они прорваны субвертикальными дайками анкарамитовых базанитов. С эрозионным несогласием нижний комплекс перекрывается потоками базанитовых потоков, нижний из которых имеет возраст 18,4 млн. лет. В свою очередь, они также прорваны дайками с возрастом 5,35 млн. лет. На последних стадиях происходило формирование тристанитовых и трахитовых куполов, наиболее крупный из которых — Пику де Фуегу (Pico de Fuego). Климат экваториальный, постоянно влажный.

## История
Открыт португальцами 1 января 1473 года, поэтому получил своё название, которое означает поздравление с Новым Годом (дословно — «год добрый»). Вместе с островом Фернандо-По и современным побережьем Экваториальной Гвинеи в 1778 году присоединён к Испании. В 1968 году стал частью независимой Экваториальной Гвинеи.

## Административное деление
Провинция состоит только из одного муниципалитета — Сан-Антонио-де-Пале.

## Экономика
Остров представляет стратегический интерес для Экваториальной Гвинеи. Обладание Аннобоном позволяет правительству страны рассматривать как свою исключительную экономическую зону обширные морские пространства южнее Сан-Томе и Принсипи, потенциально богатые месторождениями нефти. Кроме того, остров используется для складирования токсичных и радиоактивных отходов